# Покровский, Игорь Александрович
И́горь Алекса́ндрович Покро́вский (1926—2002) — советский, российский архитектор, художник-живописец, график. Народный архитектор СССР (1991). Лауреат Государственной премии СССР (1975). Главный архитектор Зеленограда (1964—2002).

Скульптурная композиция «Архитектор»

## Биография
Игорь Покровский родился 4 марта 1926 года в Москве.
В 1942—1943 годах учился в Строительном техникуме Моссовета, в 1943—1945 — в Московском институте стали. В 1950 году окончил Московский архитектурный институт (мастерская Б. С. Мезенцева).
В 1960—1962 годах — руководитель мастерской института «Моспроект», в 1962—1988 — руководитель мастерской института «Моспроект-2».
Главный архитектор Зеленограда (1964—2002).
Начальник мастерской института «Моспроект-3» (с 1988), директор малого государственного предприятия «Зеленоградпроект».
Автор живописных и графических работ. Участник художественных выставок.
Автор статей в журналах «Архитектура СССР», «Искусство» и др.
Один из основателей и бессменный музыкальный руководитель сатирического ансамбля Центрального дома архитекторов «Кохинор» (1953—1998).
Действительный член РААСН и член-корреспондент РАХ (с 2001 года). Действительный член Международной академии архитектуры в Москве.
Член Союза архитекторов СССР (1954), Союза художников СССР (1964), секретарь правления Союза архитекторов СССР (1972—1975). Председатель секции синтеза искусств Московского отделения Союза архитекторов.
Член КПСС с 1955 года. Избирался депутатом районного совета.
Скончался 22 июня 2002 года в Москве. Похоронен на Донском кладбище.

## Награды и звания
- Заслуженный архитектор РСФСР (1980)[4]
- Народный архитектор СССР[5] (1991); Игорь Александрович Покровский и Александр Григорьевич Рочегов стали последними кавалерами этого звания[5]
- Государственная премия СССР (1975) — за архитектурные комплексы Зеленограда
- Государственная премия РСФСР в области архитектуры (1967) — за архитектуру Московского Дворца пионеров
- Премия Президента Российской Федерации в области литературы и искусства (2001)[4][6]
- Медаль «За освоение целинных земель» (1967)
- Медаль «В ознаменование 100-летия со дня рождения Владимира Ильича Ленина» (1970).

## Известные работы
- 10—14-этажные жилые дома на Семёновской набережной (1952—1956).
- 11-этажный жилой дом в районе Сокольники на ул. Гастелло, д. 41 (в соавторстве с архитекторами И. Н. Соболевым и А. К. Буровым) (1957);
- станция метрополитена «Краснопресненская» (в соавторстве с В. С. Егеревым, М. П. Константиновым, Ф. А. Новиковым, И. А. Покровским) (1954).
- планировка Зеленограда (с 1962 по 2002 год).
- Дворец пионеров на Воробьёвых горах (в соавторстве с В. Егеревым, В. Кубасовым, Ф. Новиковым, Б. Палуем, М. Хажакяном; конструктор — Юрий Ионов) (1959—1963)
- Мемориальный комплекс «Штыки» (в соавторстве с архитектором Ю. А. Свердловским, скульпторами Е. А. Штейман-Деревянко и А. Г. Штейманом) (1964);
- здание советского (затем — российского) посольства в Париже (в соавторстве с архитекторами А. В. Климочкиным и Д. А. Лисичкиным) (1974—1976)[7];
- памятник В. И. Ленину в Шушенском (скульптор В. Е. Цигаль)[8]
- Дворец культуры Зеленограда;
- Дворец пионеров в Зеленограде.

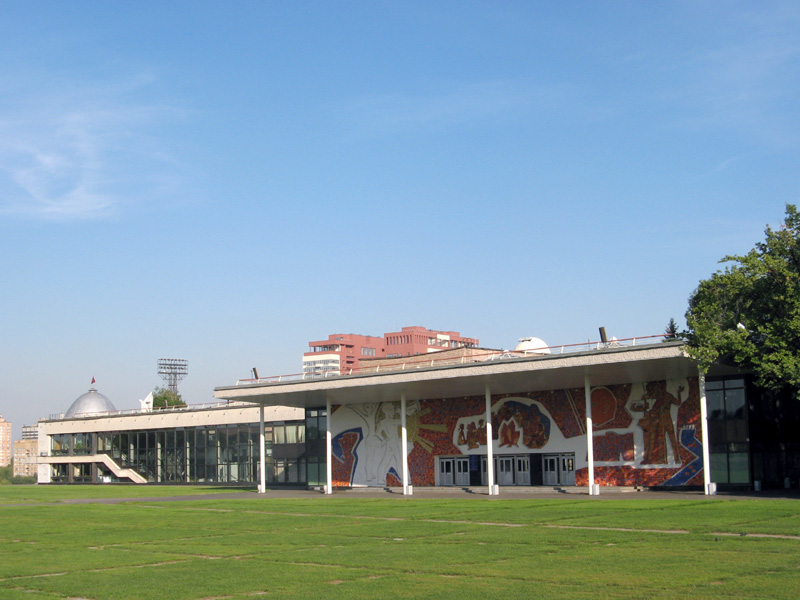
Дворец пионеров и школьников на Воробьёвых горах
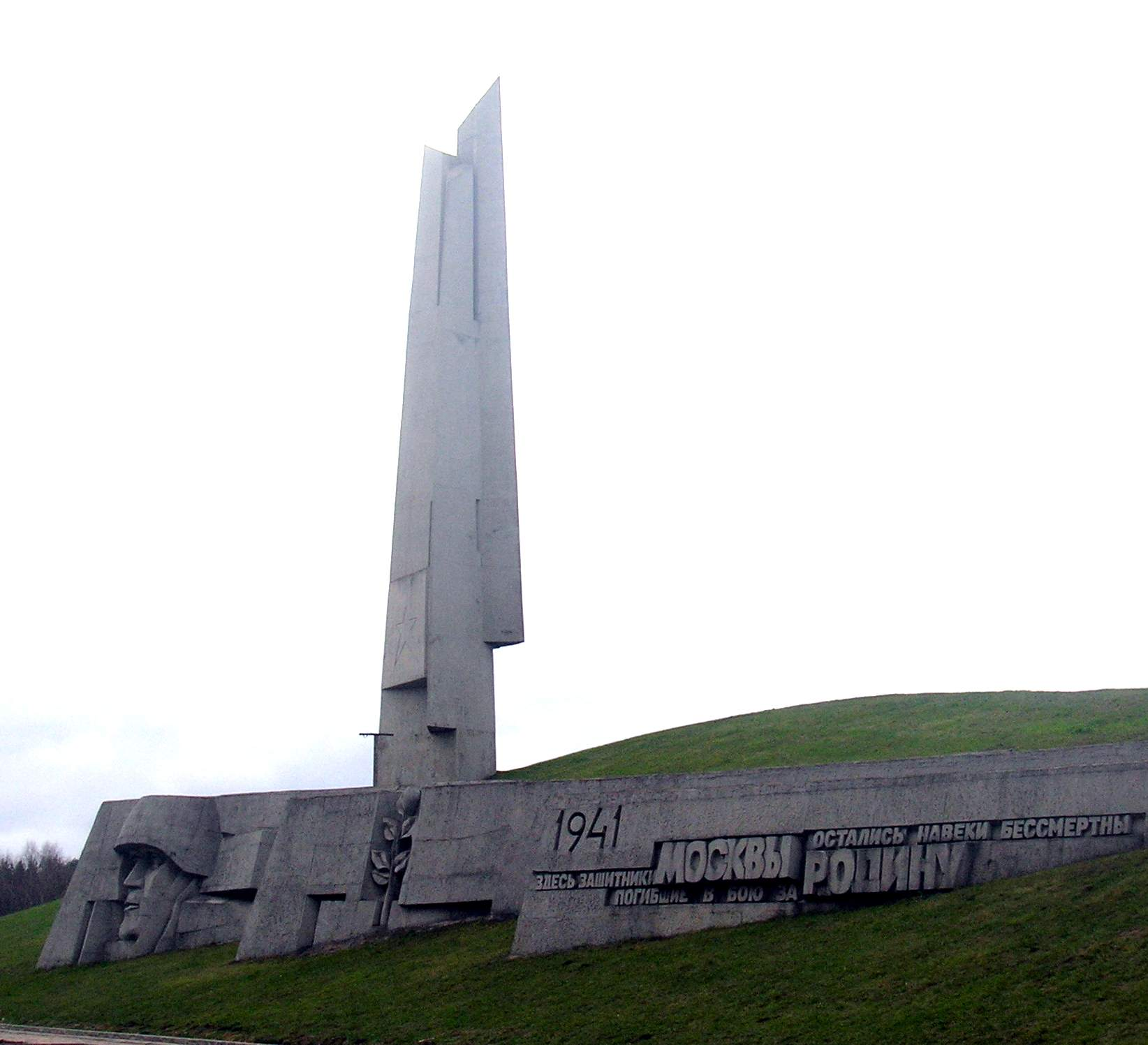
Мемориальный комплекс «Штыки»
Защитникам Советского Заполярья в годы Великой Отечественной войны

## Память
4 марта 2009 года в Зеленограде в бульварной зоне Нового города был открыта скульптурная композиция «Архитектор» (скульптор Сергей Манцерев), прообразом которого стал Игорь Александрович Покровский.